# Transport ferroviaire en Biélorussie
Plan
Le transport ferroviaire en Biélorussie est constitué d'un réseau ferroviaire à écartement large, 1 520 mm.